# إكسونيا (ويسكونسن)
إكسونيا (بالإنجليزية: Ixonia, Wisconsin)‏ هي بلدة تقع بولاية ويسكونسن في الولايات المتحدة. تبلغ مساحتها 93.9 (كم²)، وترتفع عن سطح البحر 264 م، بلغ عدد سكانها 4385 نسمة في عام 2010 حسب إحصاء مكتب تعداد الولايات المتحدة .

## وصلات خارجية
- www.townofixonia.com
- The US50 - Cities and Towns in Wisconsin State
- Wisconsin Cities and Towns, Facts, Map, Flag, Colleges, Government, and More